# Maria Livia São Marcos
Pour les articles homonymes, voir Marcos.
Œuvres principales
Concerto Brasileiro de Violão (LP 1961), The Classical Brazilian Guitar (LP 1969), Heitor Villa-Lobos : 12 Estudos Para Violao (LP 1975), Saudades Do Brasil (LP 1978)
Répertoire
Œuvres de Heitor Villa-Lobos, Manuel Ponce, Bach, Fernando Sor, Werner Kruse, Maurice Ohana, Dušan Bogdanović, Leo Brouwer, Manuel de Falla…
Maria Livia São Marcos, née le 8 avril 1942 à São Paulo (Brésil), est une guitariste classique brésilienne de renommée internationale et qui a enseigné, à partir de 1970, pendant plus de 30 années au Conservatoire de musique de Genève en Suisse où elle s'est établie.

## Biographie
Maria Livia São Marcos est la fille de Manoel São Marcos, guitariste classique, qui fut professeur de guitare à l'école libre de musique Seminários de Música Pró-Arte de Rio de Janeiro (Brésil).
Elle apprend, dès son plus jeune âge, la guitare classique sous la direction de père et la théorie musicale avec les professeurs Arthur Hartmann, Damiano Cozzella, Rossini Tavares de Lima, J.C. Caldeira Filho et Osvaldo Lacerda de cette même école.
La maison française de disques BAM qui a déjà publié de nombreux disques classiques est toujours à la recherche de nouveaux talents classiques pour étoffer son catalogue, des contacts sont alors rapidement noués avec la jeune professeur de guitare du conservatoire de Genève qui a fait des apparitions largement remarquées sur la scène internationale et en France. 
Ainsi, en 1973, Maria Livia São Marcos, compatriote de Villa-Lobos, publie en France un 1er album Heitor Villa-Lobos : Cinq préludes pour guitare / Suite populaire brésilienne. Cette publication sera notamment l'objet d'une critique plutôt élogieuse parue dans La nouvelle revue des deux mondes mentionnant «…une technique affinée auprès de Pujol et de Ségovia… ». S'ensuivront 3 autres disques LP : Heitor Villa-Lobos : Douze études pour guitare (1974), Maria Livia Sao Marcos Joue Bach (1975) et Guitare : Bach, Sor, Villa-Lobos, Werner, Kruse (1977 BAM/disc AZ).

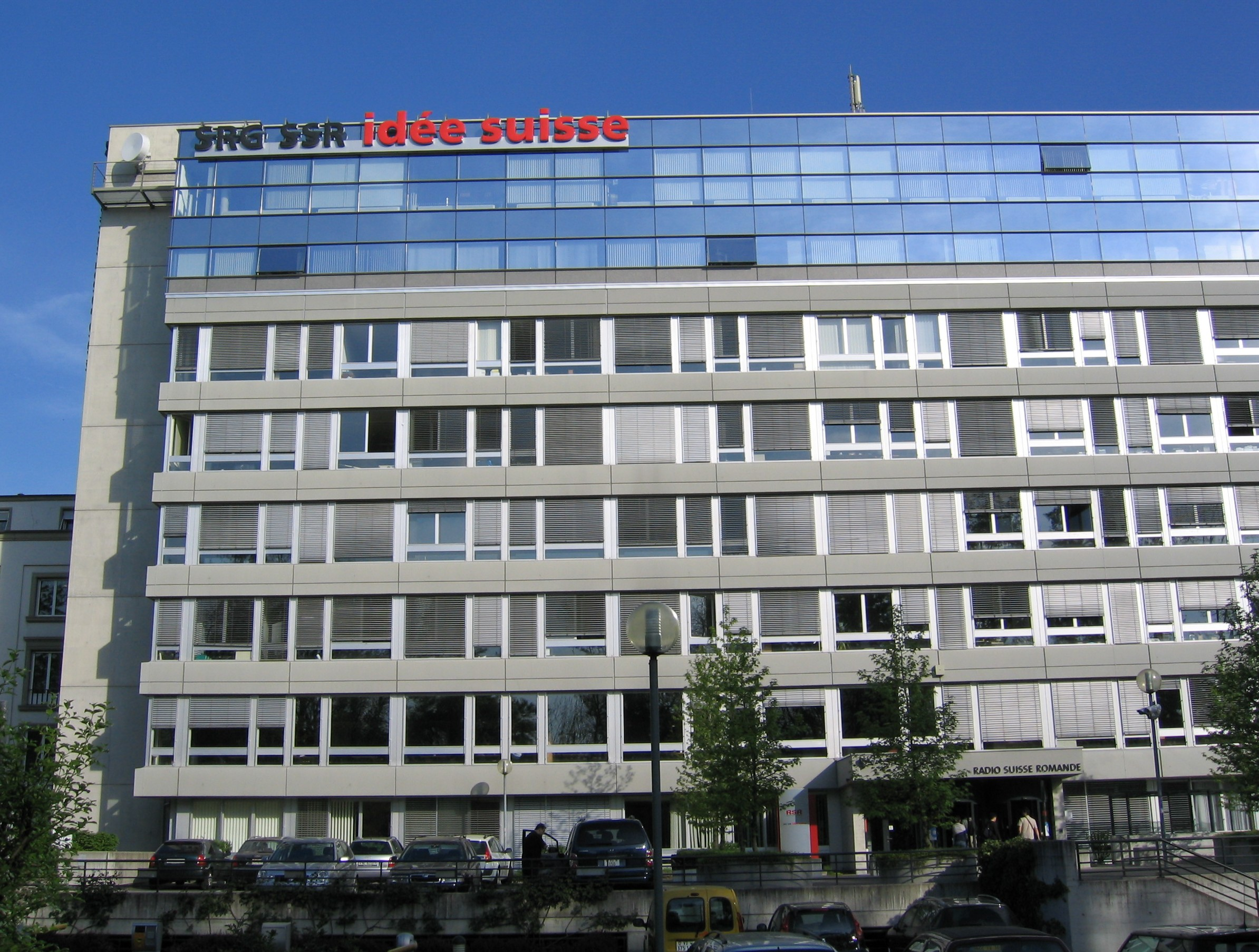
Le bâtiment de la Maison de la Radio à Lausanne

Le 9 juin 1981, Maria Livia São Marcos donne un concert à la Maison de la Radio de Lausanne avec, au programme, des œuvres de Poulenc, Auric, Bogdanovic, Krieger, Brouwer, Ginastera et Ohana. Ce concert, coproduit par la SIMC Lausanne a été enregistré par la Radio suisse romande-Espace 2 et a fait l'objet d'une retransmission hertzienne.
En 1988, Maria Livia São Marcos préside les Masterclasses du Festival d'été de musique à Grožnjan en Croatie.
Elle a également participé au grand festival polonais de guitare classique "Śląska Jesień Gitarowa (en anglais Silesian Guitar Autumn) qui a lieu dans la région de la Silésie en Pologne.
Dernièrement, elle a formé un quartet de guitares classique Maria Lívia São Marcos & The Geneva Guitar Soloists. Le groupe a donné plusieurs représentations durant l'été 2011.

### Récompenses professionnelles
Prix décerné par le Departamaento Municipal de Cultura da Prefeitura de São Paulo (Brésil)
- Classical music Villa-Lobos Award de l'année 1960[6]

Prix décernés par l'Associação Paulista de Críticos de Arte du Brésil
- Maria Livia São Marcos est élue Révélation de l'année 1961 / Musique érudite[7]''
- Son album LP Concerto Brasileiro de Violão est élu Meilleur disque de Musique érudite 1961[7].

Prix décerné par l'Asociação de Artistas Brasilieros de Rio de Janeiro (Brésil)
- Médaille d'or du meilleur concertiste de l'année[6]

Ces différents prix lui vaudront d'être considérée comme l'une des plus talentueuses interprètes de guitare classique de sa génération.

### Quelques élèves issus de sa classe au conservatoire
Dagoberto Linhares (1973), Emma Martinez, Dušan Bogdanović, Christophe Leu, George Vassilev (2002), Miriam Fernández (2002), Mauricio Carrasco (2002), Viktor Vidović, Roland van Straaten, Martin Oser, Hristina Penkova Daneva (2006)…

## Discographie
N.B. : Manoel São Marcos, son père, guitariste classique lui-aussi reconnu notamment au Brésil, a signé une grande partie des liner-notes de sa discographie. Ils font d'ailleurs l'objet de reprises dans les rééditions et compilations au format CD de cette artiste classique.

### Discographie brésilienne
- 1961 : Violão dos mestres  ∫ Dischi Ricordi S.p.A - Ricordi-SRE2 (Brazil)
- 1961 : Concerto Brasileiro de Violão  ∫ Dischi Ricordi S.p.A (Brazil) ?
- 1962 : Heitor Villa-Lobos - Concerto para violão e orquestra  ∫ Audio Fidelity Records AFLP-1991[9]
- 196? : Orquestra Sinfónica de Sâo Paulo e Maria Lívia Sâo Marcos (violâo) (dirigé par Armando Belardi   ∫ Discos RCA LSC 3231 (Brazil)[10]
- 1966 : Heitor Villa-Lobos : Suíte Popular Bras - Manuel Ponce : Folias De Espanha   ∫ Discos Chantecler[11] CMG-1040 (Brazil)
- 196? : Maria Livia Sao Marcos y Sonia Jorge[12]   ∫ Discos Chantecler CMG-2482 (Brazil)
- 1969 : Maria Livia Sao Marcos e Franco Fisch (Viotino)  ∫ Discos RGE[13] / Fermata FB-297 (Brazil)
- 1970? : Maria Lívia São Marcos, violão (?)  ∫ Discos RGE / Fermata FB-355[14]  (Brazil)
- 1972 : Heitor Villa-Lobos - Por Maria Livia Sao Marcos (LP instrumental)  ∫ Discos RGE[15] / Fermata Produções 303.1006 (Brazil)
- 1973 : Internacional Maria Livia Sao Marcos (LP instrumental)  ∫ Discos RGE / Fermata Produções 303.1009[16] (Brazil)
- 1974 : Barockmusik auf der gitarre musica barroca (LP instrumental : Cimarosa, Handel)  ∫ Discos RGE / Fermata Produções 303.1011 (Brazil)
- 1975 : Heitor Villa-Lobos : 12 Estudos Para Violao  ∫ Discos RGE / Fermata Produções 303.1039 (Brazil)
- 1978 : Saudades Do Brasil (LP instrumental)  ∫ Discos RGE / Fermata Produções 303.1013 (Brazil) et CD Mondia Records MON 102
- 1979 : Serenata Espanhola (LP instrumental)  ∫ Discos RGE / Fermata Produções 303.1095 (Brazil)

Avec Edson Lopes.
- 1977 : Divagações poéticas
- 1996 : Divagações poéticas : Vários & Ricardo Simões - Compilation d'artistes classiques comprenant 20 titres  ∫ CD Paulus Música 7891210003010[17]

Avec Guiomar Novaes et Isis Moreira (pianistes)
- 1986 : Notas Clássicas   ∫ Réédition?

Compilation
- 1995 : Heitor Villa Lobos  ∫ CD RGE 342.6188 (Brazil) Compilation d'interprétation d'œuvres de ce compositeur.

### Discographie internationale et française
- 1969 : Maria Livia São Marcos  ∫ Everest Records SDBR 3240[18]
- 1969[19]: The Classical Brazilian Guitar (LP instrumental)  ∫ Everest Records SDBR 3248 et réédition remasterisée CD EMG Classical
- 1973 : Cinq préludes pour guitare / Heitor Villa-Lobos : Suite populaire brésilienne[20]  ∫ Disque BAM LD 5813
- 1974 : Heitor Villa-Lobos : Douze études pour guitare[21]   ∫ Disque BAM LD 5832
- 1975 : Maria Livia Sao Marcos Joue Bach[22]   ∫ Disque BAM LD 5865
- 1977 : Guitare : Bach, Sor, Villa-Lobos, Werner, Kruse[23] ∫ Disque Disc AZ Compilation ?
- 1978 : Maria Livia Sao Marcos plays Baroque Music  ∫ Classic Pick Music 70-124[24]
- 2003 : Invocations and Dances (Hommage à Manuel de Falla)  ∫ CD Cascavelle VEL3046 - 7619930304619
- 2012 : Classical Brazilian Guitar  ∫ CD Essential Media Mod 894231391729

Avec l'ensemble Solisti di Zagreb
- 1978 :
  - Classical Guitar and Strings ∫ Everest Records SDBR 3420
  - Maria Livia São Marcos Guitare Solisti di Zagreb[25] ∫ LP PICK Classic 70-118. Cette édition européenne par le label de l'ensemble Solisti di Zagreb reprend l'intégralité de l'album sous un autre titre.
- 1990 :
  - Antonio Vivaldi : The four seasons : Concerto for guitar, violin, viola and cello ; Concerto grosso, op. 3, no. 11 (L'Estro Armonico) ; Concerto for guitar and strings[26] ∫ Bescol Compact classics.

Autres enregistrements
- 198? : Niccolò Paganini : Concerto for violin and orchestra no. 5 in A minor - Terzetto for guitar, violin and cello in D major ∫ CD Vivace - Loosdrecht, the Netherlands / Marketed by Sound-Products Holland
  - 1er morceau : Mincho Minchev (violon) et le Philharmonia Bulgarica dirigé par Dobrin Petkov
  - 2e morceau : Lyubomir Gerogiev (violoncelle) et Maria Sao Marcos (guitare)

Autres albums manquant de précision
- 19?? : Maria Livia São Marcos  ∫ Everest Records 34209[24]
- 1990 : Intégrale Maria Livia São Marcos[27]   ∫ (Éditeur?)

## Enregistrements radiophoniques
- 1981 : Récital de Maria Livia São Marcos donné le 9 juin à la Maison de la Radio de Lausanne[28] ∫  Captation Radio suisse romande-Espace 2

## Ouvrages, méthodes et partitions publiées
- 1960 : Capríccio : para violão (partition musicale) Editions Ricordi Brasileira / São Paulo[29].
- 1971 : Initiation à la guitare = Einführung in das klassische Gitarrespiel - Editions Mondiamusic[30], 8, rue de Hesse - Genève.
- 1988 : Works for guitar solo - Cd d'Études et exercices autour des œuvres de Heitor Villa-Lobos CD Relief CR 861-005 - Publié aux éditions Relief de Zurich (Suisse).
- Initiation à la guitare classique - Ouvrage bilingue (fr + de) Editions Les mots et les notes (librairie musicale).